# Jacob Schwieger
Jacob Schwieger (* 1629? in Altona; † ca. Dezember 1663? in Glückstadt) war ein norddeutscher Lyriker und Schäferdichter der Barockzeit.

## Leben
Die Lebensverhältnisse dieses ungemein talentierten und produktiven Barocklyrikers und Pastoraldichters sind bis heute großenteils in Dunkel gehüllt.  Als Sohn eines Münzmeisters wurde er um 1629 in Altona geboren.  In Glückstadt, wo sein Vater später die Münze betrieb, verbrachte er die Schulzeit.  Seine Studienzeit scheint ziemlich sporadisch verlaufen zu sein.  1646 wird er zwar bereits als Theologiestudent erwähnt, doch erst am 14. März 1650 immatrikulierte er sich in Wittenberg, wo er offenbar bei August Buchner Poesie und Rhetorik hörte, doch 1654 zeichnete er noch als „Student der Philosophie“.
1654 nahm ihn Philipp von Zesen als der Flüchtige in die Deutschgesinnte Genossenschaft auf, freilich nicht zur Freude von Johann Rist, der diese Gruppe als einen Kreis von unterschiedlichen losen Kerlen bezeichnete.  Dennoch konnte er nicht umhin, den begabten Dichter später unter dem Namen Philosophander auch in seinen eigenen Elbschwanenorden aufzunehmen.  Im Gegensatz zu den höfischen Pastoraldichtungen des Auslands richten sich Schwiegers deutsche Schäfereien stets an ein ausgesprochen kleinbürgerliches Publikum.
In des Vaters Fußstapfen folgend, gelang es Schwieger, 1657 vom dänischen König die Bestallung als Münzmeister von Glückstadt zu erhalten.  Er dürfte hier gegen Ende 1663 verstorben sein, da im folgenden
Januar ein neuer Münzmeister eingeführt wurde.

## Werke (Auswahl)
- Liebes-Grillen, das ist, Lust- und Liebes-, Schertz- und Ehren-Lieder.  2 Tle. Hamburg 1654–56
- Über-Schrifften, das ist, Kurtze Gedichte.  Stade 1654 (Epigramme)
- Des Flüchtigen Flüchtige Feld-Rosen.  (Lieder mit Noten von Johann Schop)
- Lustige Lust-Kämmerlein.  Stade 1655 (Gedichte)
- Wandlungs-Lust.  Hamburg 1656 (Gedichte)
- Adeliche Rose. Glückstadt 1659 (Schäferdichtung)
- Verlachte Venus, aus Liebe der Tugend.  Glückstadt 1659  (Schäferdichtung)
- Die Verführete Schäferin Cynthie.  Glückstadt 1660